# Ambistewadi
Agwan – wieś w Indiach położona w stanie Maharasztra, w dystrykcie Thane, w tehsilu Dahanu.
Według spisu ludności Indii z 2011 roku, w Ambistewadi znajduje się 248 gospodarstw domowych, które zamieszkuje 1310 osób.